# José Yudica
José Yudica (Rosario, 26 februari 1936 – Banfield, 23 augustus 2021) was een Argentijns voetballer en voetbaltrainer. 

## Carrière
Yudica begon zijn carrière bij Newell's Old Boys uit zijn thuisstad Rosario. Als speler gooide hij geen hoge ogen en werd enkel met het Colombiaanse Deportivo Cali kampioen. In 1977 werd hij trainer bij Quilmes dat tegen degradatie vocht. Hij leidde de club een jaar later naar de titel in de Metropolitano. In 1980 werd hij voor een seizoen trainer bij Estudiantes. Intussen was Quilmes gedegradeerd naar de tweede klasse. Yudica keerde terug bij Quilmes en promoveerde direct naar de hoogste klasse. Een jaar later deed hij hetzelfde met San Lorenzo, dat ook een seizoen gedegradeerd was. 
In 1985 werd hij trainer bij Argentinos Juniors, dat na een titel een jaar eerder, ook deel kon nemen aan de CONMEBOL Libertadores. Hier werd de club samen met Ferro Carril Oeste groepswinnaar en beide teams moesten een play-off tegen elkaar spelen die Argentinos met 3–1 won. De tweede groepsfase werd ook gewonnen en in de finale trof het team América de Cali. Na drie wedstrijd en strafschoppen kon Argentinos Juniors de trofee in de lucht steken. Dat seizoen won de club ook de Nacional-competitie in eigen land. In 1986 won de club onder zijn leiding ook de minder prestigieuze Copa Interamericana tegen Defence Force uit Trinidad & Tobago. 
In 1987 maakte hij de overstap naar Newell's Old Boys, de club waar hij zijn carrière begon. Ook hier leidde hij de club naar een titel in 1988. Hij werd hiermee zo de eerste trainer die met drie clubs kampioen werd in de Argentijnse competitie, een eer die hij intussen moet delen met Américo Gallego. Zijn trainerscarrière beëindigde hij bij het Mexicaanse Pachuca.

## Erelijst
Als speler
 Deportivo Cali
- Primera A (1): 1969

 Talleres
- Primera C Metropolitana: 1970

Als trainer
 Quilmes
- Primera División: 1978 Metropolitano

 San Lorenzo
- Primera B Metropolitana: 1982

 Argentinos Juniors
- Primera División: 1985 Nacional
- CONMEBOL Libertadores: 1985
- Copa Interamericana: 1985

 Newell's Old Boys
- Primera División: 1987/88

 Pachuca
- Primera División A: 1995/96